# 283P/Spacewatch
283P/Spacewatch, komet Jupiterove obitelji. 